# Rignieux-le-Franc
Rignieux-le-Franc là một xã ở tỉnh Ain, vùng Auvergne-Rhône-Alpes thuộc miền đông nước Pháp.